# Antherotoma
Antherotoma là chi thực vật có hoa trong họ Mua.